# エア・ドロミティ

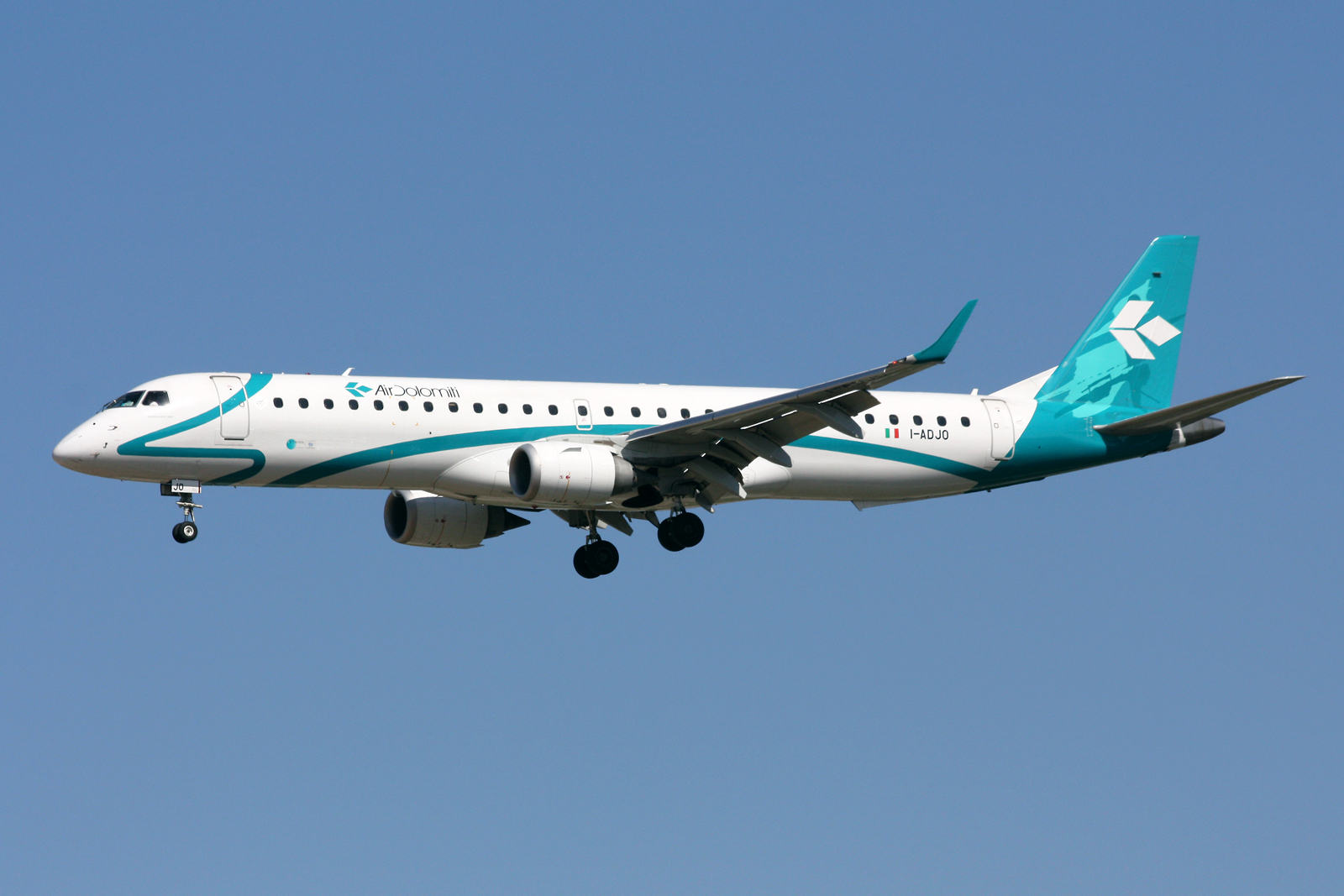
Air Dolomiti E195

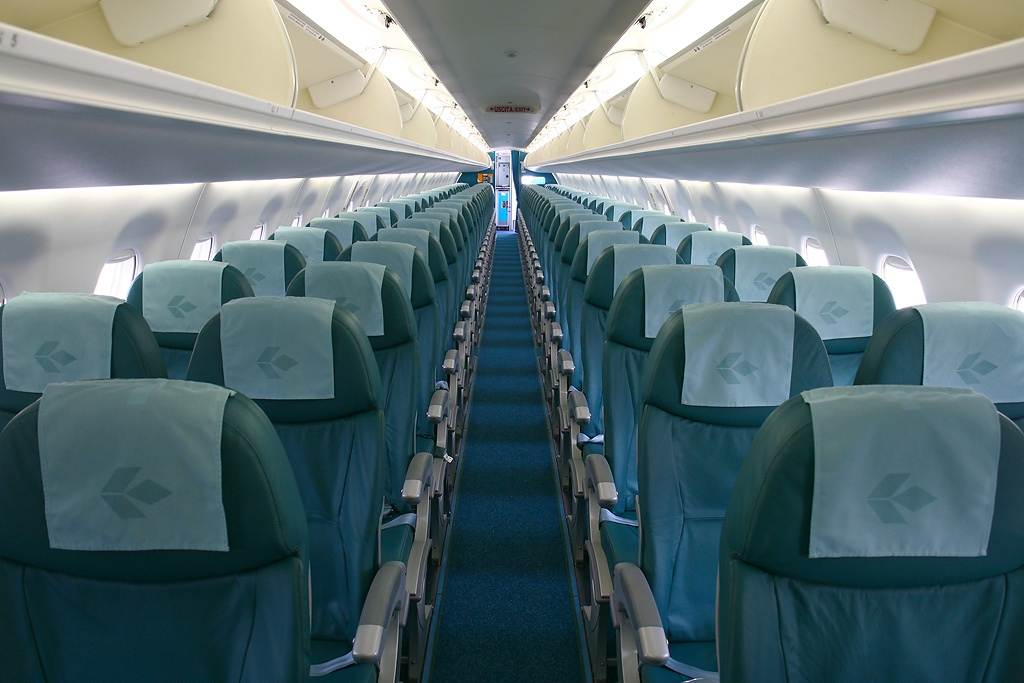
Air Dolomiti E195の機内

エア・ドロミティ (Air Dolomiti) はイタリアのヴェローナに本拠を置く地域航空会社である。

## 概要
ルフトハンザの地域航空会社の1つであり、約550名の従業員が働いている。主に、ルフトハンザのミュンヘン、フランクフルト及びウィーンのハブ空港と、他のヨーロッパ都市とを結ぶ路線で運航している。多くのルフトハンザの地域子会社は、ルフトハンザの名称と機体色で運航されているが、エア・ドロミティは独自性を維持している。機内誌はSpazio Italia MagazineとLufthansa Magazin（機内プログラム欄はない）である。この会社の名称は、ドロミテ地方として知られるイタリア北部アルプス山脈の高原山岳地域に由来している。

## コードデータ
- IATA航空会社コード：EN
- ICAO航空会社コード：DLA
- コールサイン：Dolomiti

## 歴史
エア・ドロミティは、欧州航空業界の自由化の動きを受け、Leali Steel Group によって1989年に設立された。1991年に、中規模都市を中心とした運航をはじめ、1992年にはヴェローナからミュンヘンへの国際線サービスを始めた。2003年4月以来、エア・ドロミティはルフトハンザの地域航空会社の一員となっている。2014年7月からは、全日本空輸がフランクフルト=ヴェローナ線など6路線でコードシェアを開始した。

## 就航路線
| 国             | 都市             | 空港                                         | 備考                           |
| -------------- | ---------------- | -------------------------------------------- | ------------------------------ |
| ドイツ         | フランクフルト   | フランクフルト空港                           | ハブ空港                       |
| ドイツ         | ミュンヘン       | ミュンヘン空港                               | ハブ空港                       |
| ドイツ         | ベルリン         | ベルリン空港                                 |                                |
| ドイツ         | デュッセルドルフ | デュッセルドルフ空港                         |                                |
| イタリア       | ヴェローナ       | ヴェローナ＝ヴィッラフランカ空港             | 焦点空港                       |
| イタリア       | フィレンツェ     | フィレンツェ空港                             | 焦点空港                       |
| イタリア       | ボローニャ       | ボローニャ・ボルゴ・パニゴーレ空港           |                                |
| イタリア       | ミラノ           | ミラノ・マルペンサ空港                       |                                |
| イタリア       | ミラノ           | ミラノ・リナーテ空港                         |                                |
| イタリア       | ヴェネツィア     | ヴェネツィア・テッセラ空港                   |                                |
| イタリア       | トリノ           | トリノ空港                                   |                                |
| イタリア       | トリエステ       | トリエステ＝ロンキ・デイ・レジョナーリ空港   |                                |
| イタリア       | オルビア         | オルビア・コスタ・スメラルダ空港             |                                |
| イタリア       | アンコーナ       | マルケ空港                                   |                                |
| イタリア       | ピサ             | ピサ空港                                     |                                |
| イタリア       | パレルモ         | ファルコーネ・ボルセリーノ国際空港           |                                |
| イタリア       | ジェノヴァ       | ジェノヴァ＝セストリ空港                     |                                |
| イタリア       | フォルリ         | フォルリ空港                                 |                                |
| イタリア       | クーネオ         | クーネオ国際空港                             |                                |
| イタリア       | バーリ           | バーリ空港                                   |                                |
| イタリア       | カリャリ         | カリャリ・エルマス空港                       |                                |
| イタリア       | カターニア       | カターニア＝フォンターナロッサ空港           |                                |
| フランス       | ビアリッツ       | ビアリッツ＝アングレット＝バイヨンヌ空港     | 季節運航                       |
| フランス       | ボルドー         | ボルドー・メリニャック空港                   |                                |
| フランス       | フィガリ         | フィガリ＝シュド・コルス空港                 |                                |
| フランス       | ミュールーズ     | ユーロエアポート・バーゼル＝ミュールーズ空港 |                                |
| オーストリア   | グラーツ         | グラーツ空港                                 |                                |
| オーストリア   | リンツ           | リンツ空港                                   |                                |
| クロアチア     | リエカ           | リエカ空港                                   | 季節運航                       |
| チェコ         | プラハ           | ヴァーツラフ・ハヴェル・プラハ国際空港       | 2025年10月26日より運航開始予定 |
| デンマーク     | ビルン           | ビルン空港                                   |                                |
| スイス         | チューリッヒ     | チューリッヒ空港                             |                                |
| イギリス       | ロンドン         | ロンドン・シティ空港                         |                                |
| イギリス       | バーミンガム     | バーミンガム空港                             | 2025年10月27日より運航開始予定 |
| オランダ       | アムステルダム   | アムステルダム・スキポール空港               | 2025年10月26日より運航開始予定 |
| ルクセンブルク | ルクセンブルク   | ルクセンブルク＝フィンデル空港               | 2025年10月27日より運航開始予定 |
| スロベニア     | リュブリャナ     | リュブリャナ空港                             | 2025年10月27日より運航開始予定 |

## 機内サービス
ビジネスクラスでは時間帯に合わせた食事または軽食、ワイン、ドリンクが提供される。エコノミークラスではペットボトルのミネラルウォーターとクッキーが提供されるほか、60分以上のフライトではサンドイッチやエスプレッソコーヒー、ティラミスなどの有料食事メニューを注文できる。
ビジネスクラスとエコノミークラスのシート自体は同一のため、需要により座席数を変更できる。

## 保有機材

### 運航機材
2022年12月現在、エア・ドロミティの機材は以下の通りである。
| 機材            | 運用機数 | 発注機数 | 座席数 | 備考                                  |
| --------------- | -------- | -------- | ------ | ------------------------------------- |
| エンブラエル195 | 17       | 0        | 120    | うち1機はスターアライアンス特別塗装機 |
| 計              | 17       | 0        |        |                                       |

エア・ドロミティの平均的な機材年齢は2019年9月時点で9.2年である。

### 退役済機材

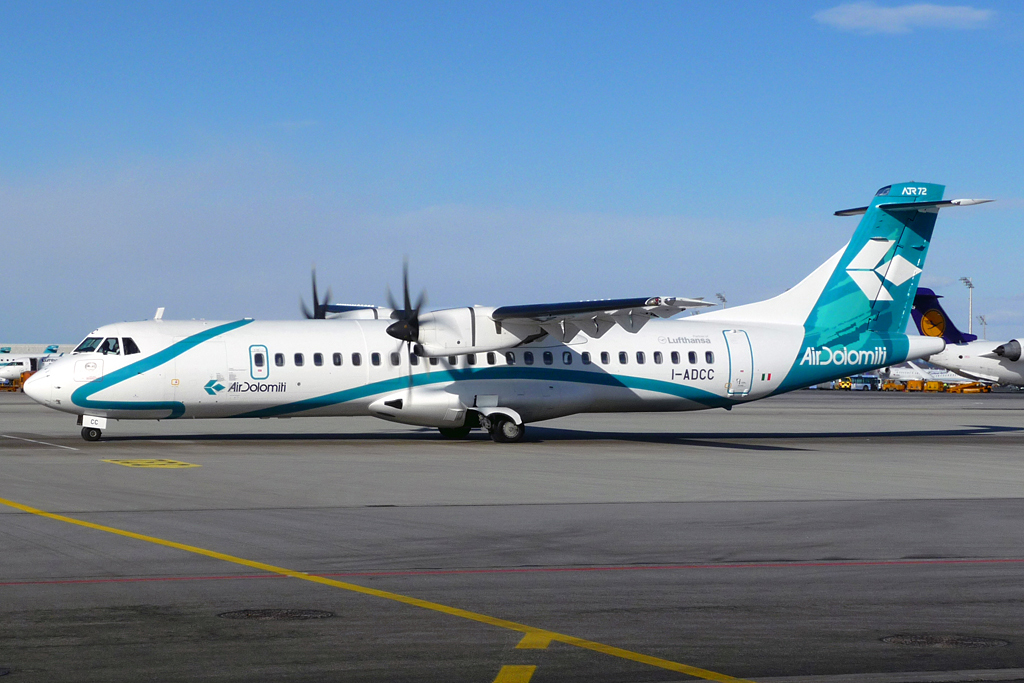
ATR42-300/500
- ATR72-500
- ボンバルディアCRJ-200LR
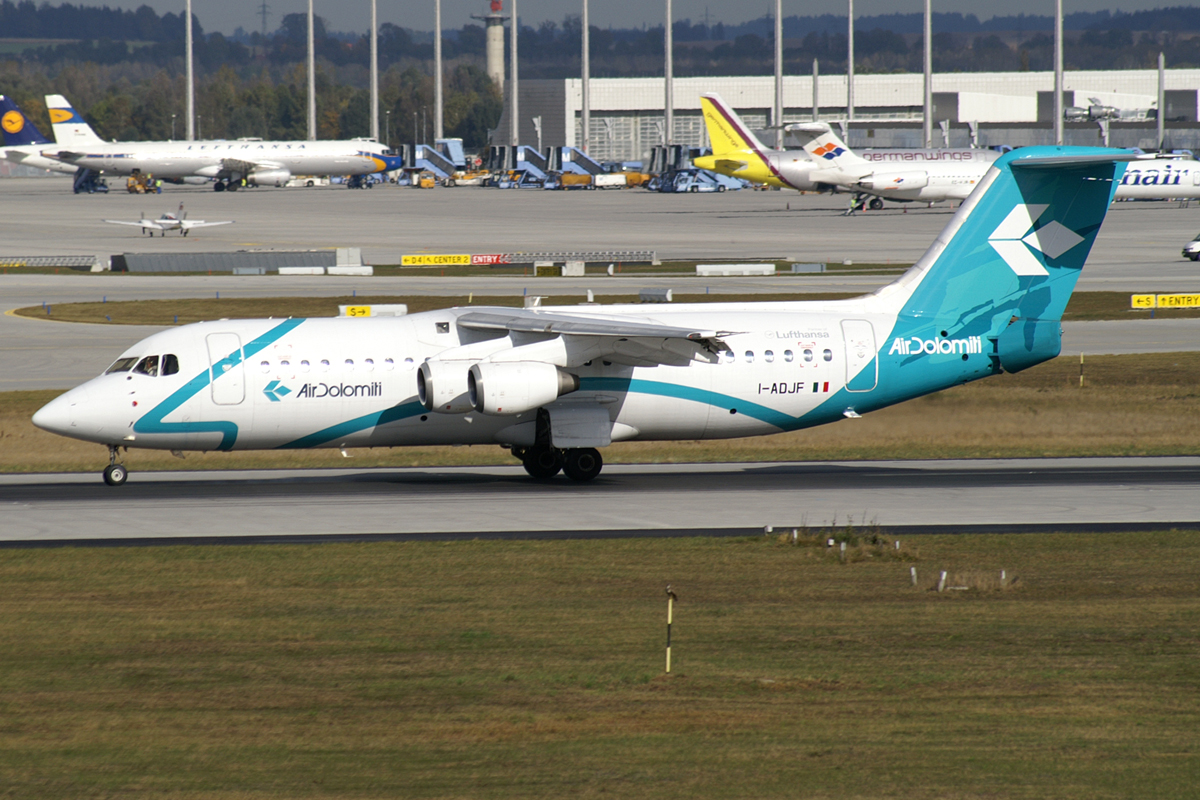
BAE146-200/300
- デ・ハビラントカナダDHC-8-300
- フォッカー100

- ATR72-500
- BAe 146